# Chenjerai Hove
Chenjerai Hove (Mazvihwa, 9 de febrero de 1956-12 de julio de 2015) fue un novelista, poeta y ensayista de Zimbabue. 
Se educó en la Universidad de Sudáfrica y la Universidad de Zimbabue y ha trabajado como educador y periodista. Crítico con las políticas de Mugabe actualmente vive en el exilio colaborando con la Universidad de Brown.

## Publicaciones
- And Now the Poets Speak 1981
- Up In Arms, poetry, 1982
- Red Hills of Home, 1984
- Bones, novela, 1988
- Shadows, novela, 1991
- Shebeen Tales, 1989
- Rainbows in the Dust, 1997
- Guardians of the Soil, 1997
- Ancestors, novela, 1997
- Desperately Seeking Europe, 2003
- Palaver Finish, 2003
- Blind Moon poetry, 2004
- The Keys of Ramb, 2004

## Premios
- 1983 Special Commendations for the Noma Award for Publishing in Africa, for Up in Arms[3]
- 1984 Inaugural President, Zimbabwe Writers Union
- 1988 Winner, Zimbabwe Literary Award, for Bones
- 1989 Winner, Noma Award for Publishing In Africa, for Bones[3]
- 1990 Founding Board Member, Zimbabwe Human Rights Association (Zimrights)
- 1991 -4 Writer-in-Residence, University of Zimbabwe, Zimbabwe
- 1994 Visiting Professor, Lewis and Clark College, Portland, Oregon, USA
- 1995 Guest Writer, Yorkshire and Humberside Arts and Leeds University, UK
- 1996 Guest Writer, Heinrich Boll Foundation, Germany
- 1998 Second Prize, Zimbabwe Literary Award, for Ancestors
- 2001 German-Africa Prize for literary contribution to freedom of expression
- 2007-2008 International Writers Project Fellow, Brown University